# 岡山短期大学
岡山短期大学（おかやまたんきだいがく、英語: Okayama College）は、岡山県倉敷市有城に本部を置く私立短期大学。1924年創立、1951年大学設置。大学の略称は岡短。

## 概観

### 大学全体
- 岡山短期大学は、1951年に設置された日本の私立短期大学。設置主体は学校法人原田学園で、キャンパスは岡山県倉敷市内にある。かつては最大4学科とかなりの規模を擁していたが、岡山学院大学の設置により幼児教育学科の1学科体制に大幅縮小されている。2000年より男女共学となっている。

### 学風および特色
- 岡山短期大学は現在、幼児教育者の養成に力をいれており、人間関係やコミュニケーション能力等の養成を重視した教育が行われているところに特徴がある。2006年 短期大学基準協会の第三者評価により適格認定される。

## 沿革
- 1924年3月19日 - 原田林市・かめよ夫妻により岡山県生石高等女学校が設立。
- 1937年6月14日 - 財団法人原田学園が設立される。
- 1951年 - 岡山県浅口郡六条院町（現浅口市鴨方町）に岡山女子短期大学（おかやまじょしたんきだいがく）が開学する。家政科を設置。
- 1958年 - 保育科を新設（旧来の幼稚園教員養成所を移行）：（在学者数：女29[4][5]）
- 1963年 - 栄養科を新設：在学者数は女子43[4][6]
- 1966年 - ２専攻科を設置。
  - 被服専攻：修業年限は昼間部1年制。
  - 食物専攻：修業年限は昼間部1年制。
- 1968年 - 栄養科を食物栄養科に改組。
- 1971年 - 家政科を家政学科へ、食物栄養科を食物栄養学科へ、保育科を幼児教育学科に改組。
- 1974年4月1日 - 学校法人組織を変更し、原田学園及び第一原田学園に分離独立。前者は当校を、後者は岡山県山陽高等学校（現おかやま山陽高等学校）を設置し、以来姉妹校として現在に至る。
- 1982年 - 専攻科 食物栄養専攻を設置。
- 1986年 - 英語科を増設（在学者数は女子73[4][7]）
- 1989年 - 家政学科から生活情報学科へ改組。
- 同年専攻科に英語秘書専攻・幼児教育専攻を設置。
- 2000年 - 校名を岡山短期大学に変更、併せて男女共学化へ移行。
- 2003年 - 生活情報学科、英語科及び専攻科被服専攻、食物専攻、英語秘書専攻廃止[8]。
- 2004年 - 食物栄養学科及び専攻科食物栄養学専攻を廃止[8]。

## 基礎データ

### 所在地
- 岡山県倉敷市有城787

### 交通アクセス
- JR山陽本線倉敷駅より下電バス　天城経由「JR児島駅行」「鷲羽山行」に乗車、岡山学院大学前で下車

## 教育および研究

### 組織

#### 学科
- 幼児教育学科

##### 過去にあった学科
- 生活情報学科[1][2]
- 食物栄養学科[1][3]岡山学院大学へ移行となる。
- 英語科[1][2]

#### 専攻科
- 食物栄養専攻：栄養士養成課程のある短大卒業者を対象に、管理栄養士受験資格を希望する人のために設けられた課程で修業年限は昼間部1年制となっていた。大学評価・学位授与機構に認定されていた。
  - 英語秘書専攻：
  - 幼児教育専攻：

#### 別科
- なし

##### 取得資格について
- 保育士資格と幼稚園教諭二種免許状が幼児教育学科にて取得できる。

- 司書資格課程が幼児教育学科に設置されている。かつては、全学科にて設置されていた。

- なお、以前は中学校教諭二種免許状の教職課程が設けられていた。
  - 英語：以前設置されていた英語科に設けられていた。
  - 家庭：以前設置されていた生活情報学科と食物栄養学科に設けられていた。
- かつての食物栄養学科では、栄養士資格が取得できる課程が設けられていた。

### 教育
- 特色ある大学教育支援プログラム
  - 「人間関係力」養成支援プログラム：2005年に採択されている。
- 新たな社会的ニーズに対応した学生支援プログラム
  - 人命尊重マインド養成プログラム

## 学生生活

### 部活動・クラブ活動・サークル活動
- 岡山短期大学のクラブ活動
  - 体育系：卓球・テニス・バレーボール・バスケットボール・ソフトボール・ハンドボール・スキー・弓道・ダンス・ゴルフ・バドミントン・水泳ほか
  - 文化系：児童文化・音楽・演劇・美術・書道・華道・茶道・箏曲・手芸・文芸・ボランティア・E・S・S・ブラスバンド・マルチメディアほか

### 学園祭
- 岡山短期大学の学園祭は毎年、概ね10月に行なわれている。

## 施設

### キャンパス
- 学生専用駐車場
- 体育館
- 総合図書館：蔵書数はおよそ70,000冊となっている。
- 情報処理教育センター
- コンピューター演習室
- クラブハウス
- 学生食堂
- ブロンズ像：イタリアの彫刻家エミリオ・グレコ作のものとなっている。短大正門にある。

## 対外関係

### 他大学との協定

#### カナダ
- マラスピナ大学

## 卒業後の進路について

### 就職について
- 生活情報学科：日本生命保険・福山通運・そごう・エフピコ・三好野本店・中国銀行・スズキ・フロンテなどがある。
- 幼児教育学科：保育所や幼稚園など専門職に就く人が多いものとなっている。
- 食物栄養学科：資格を活かして職としてはアヲハタ・サンヨー食品・日清医療食品・富士産業・池田糖化工業などの食品関連企業や病院・学校給食など活躍の場は多岐にわたる。
- 英語科：JR西日本ホテルズ・グランドホテル・そごう・天満屋・トヨタ・ビブレ・中国放送・マツダアンフィニ・積水ハウス・一畑百貨店・コクヨなどがある。

### 編入学・進学実績
- これまでの実績では系列の岡山学院大学ほか亜細亜大学・吉備国際大学・安田女子大学などがある。